# Ogień (powieść)
Ogień: historia oddziału w okopach (oryg. fr. Le Feu: journal d’une escouade) – powieść Henriego Barbusse’a z 1917, jedna z pierwszych powieści poświęconych I wojnie światowej. Autor oparł treść utworu na własnych doświadczeniach wojennych.

## Treść
Barbusse napisał powieść w formie szeregu oderwanych epizodów wojennych, relacjonowanych przez anonimowego narratora-żołnierza francuskiego. Wszystkie wydarzenia łączy osoba narratora oraz jego kolegów z oddziału, jak również czas akcji – bohaterowie walczą przeciwko niemieckiej inwazji na Francję bezpośrednio po realizacji planu Schlieffena. Barbusse opisuje w utworze szturm na wrogie okopy, szpital polowy, pobojowisko, tworząc jeden z pierwszych całościowych obrazów okopowej codzienności, posługując się żołnierskim, potocznym językiem. Barbusse twierdził, że notatki do powieści zbierał jeszcze jako żołnierz (opublikował ją, gdy ranny otrzymał przepustkę z wojska). Całość zadedykował swoim kolegom z oddziału.
Barbusse nadał utworowi jednoznacznie antywojenne przesłanie, podkreślając, że nawet jeśli istnieją pozytywne strony wojny, są one niczym w zestawieniu z wywoływanymi przez nią cierpieniami.

## Recepcja
Ogień zebrał sprzeczne recenzje. Fakt, iż powieść należała do pierwszych tego typu publikacji we Francji i na świecie wywołał wokół niej ogromne zainteresowanie czytelników i recenzentów. Barbusse został okrzyknięty moralnym świadkiem dramatu zwykłych żołnierzy i pisarzem odsłaniającym nieznane dotąd oblicze wojny. Używany w utworze język prostych żołnierzy oraz bezkompromisowa brutalność wielu zaprezentowanych epizodów (w tym najsłynniejszego – ataku na niemieckie okopy) wstrząsnął publicznością, która dotąd otrzymywała informacje głównie o ideowej stronie wojny (jako walce cywilizacji z barbarzyństwem). Barbusse otrzymał za powieść Nagrodę Goncourtów.
Część krytyków zarzuciła mu jednak mieszanie faktów z fikcją literacką w celu zwielokrotnienia planowanego przesłania, co prowadziło do przejaskrawienia obrazu wojny. Krytykę zwielokrotniły jednoznaczne poglądy polityczne autora, który już w momencie publikacji pracy był sympatykiem komunistów, a następnie formalnie przyłączył się do PCF.